# Марк Галеотті
Марк Галеотті (нар. 1965) — британський політолог, лектор та автор праць на теми міжнародної злочинності та російських безпекових питань, один із провідних експертів по Росії. Мешкає у Лондоні.
Був радником при Міністерстві закордонних справ Великої Британії щодо російських безпекових питань і протягом 15 років (1991—2006) писав щомісячну колонку на цю тему для Jane's Intelligence Review.